# Thony
Thony, pseudonimo di Federica Johanna Victoria Caiozzo (Palermo, 17 maggio 1982), è una cantautrice e attrice italiana.

## Biografia
Nata a Palermo nel 1982 da padre siciliano e da madre polacca. Studia Sound Design corso triennale presso lo IED e dopo avere divulgato online i suoi brani ed aver cominciato ad esibirsi nel circuito dei locali nazionali, nel 2012 è stata portata sul grande schermo dal regista Paolo Virzì per occuparsi della colonna sonora del film Tutti i santi giorni, che viene pubblicata nell'ottobre dello stesso anno con l'album Birds, dove interpreta pure il ruolo della co-protagonista Antonia.
L'album, acclamato dalla critica, viene candidato per la miglior colonna sonora ai Nastri D'argento 2013 e si aggiudica il Ciak d'oro nella categoria "miglior canzone originale" per il brano del film Flowers Blossom; per la sua interpretazione riceve, nel 2013, la nomination al David di Donatello per la migliore attrice protagonista ed al Globo d'oro alla miglior attrice. Si aggiudica inoltre il Premio FICE Federazione Italiana Cinema D'Essai come Miglior attrice esordiente e il Prix d'interprétacion féminine (Premio miglior attrice protagonista) al Festival du cinéma italien di Bastia.
Nel 2015 è nel cast del film Ho ucciso Napoleone di Giorgia Farina, in cui interpreta un'avvocatessa nevrotica, e nel film La notte è piccola per noi di Gianfrancesco Lazotti in uscita nel 2016. Il 7 novembre 2016 viene annunciata l'uscita del suo nuovo progetto musicale dal nome MALIHINI formato insieme a Giampaolo Speziale, con la pubblicazione del primo singolo Waiting per l'etichetta londinese Memphis Industries, già segnalato dalle riviste Consequence of Sound e Digital Trends come Best Song of the Week.
Nel 2017 entra nel cast della seconda stagione della serie Tutto può succedere, per cui compone anche dei brani musicali (torna anche nella terza stagione). Inoltre riceve la nomination ai Nastri d'argento nella categoria Miglior canzone originale per Donkey flyin' in the sky, brano del film di Pif In guerra per amore.
Nel 2018 è sul set di due film: L'ospite di Duccio Chiarini, e Momenti di trascurabile felicità di Daniele Luchetti, con Pif e Renato Carpentieri, film per cui viene nominata come Miglior Attrice Protagonista ai Nastri d'argento 2019.
Nel 2021 la sua canzone Bloodless (dall'album Birds) appare nella colonna sonora della fiction Le indagini di Lolita Lobosco (episodio 2 "Solo per i miei occhi").
Per la serie Summertime compone la canzone originale “The living I know”,  pubblicata nel 2020 come singolo. Nel 2025 ha interpretato il ruolo di Tiziana nella miniserie Netflix “Maschi veri”.

## Discografia
- 2011 - With the Green in My Mouth (Unreleased)
- 2012 - Tutti i santi giorni (colonna sonora)
- 2012 - Birds (GDM/Sony Publishing)

## Filmografia

### Cinema
- Tutti i santi giorni, regia di Paolo Virzì (2012)
- Nessuno siamo perfetti, regia di Giancarlo Soldi (2015)
- Ho ucciso Napoleone, regia di Giorgia Farina (2015)
- L'ospite, regia di Duccio Chiarini (2018)
- La notte è piccola per noi, regia di Gianfrancesco Lazotti (2019)
- Momenti di trascurabile felicità, regia di Daniele Luchetti (2019)
- Una relazione, regia di Stefano Sardo (2021)
- Settembre, regia di Giulia Steigerwalt (2022)
- Primadonna, regia di Marta Savina (2022)
- Una figlia, regia di Ivano De Matteo (2025)

### Televisione
- Tutto può succedere - serie TV (Rai 1, 2015-2018)
- Summertime - serie TV (Netflix, 2020-2022)
- Sul più bello - serie TV (Prime Video, 2024)
- Maschi veri - serie TV (Netflix, 2025)

## Riconoscimenti
- David di Donatello
  - 2013 – Candidatura alla migliore attrice protagonista per Tutti i santi giorni
- Nastro d'argento
  - 2013 – Nastro d'argento alla migliore colonna sonora per Tutti i santi giorni
  - 2017 – Candidatura per la miglior canzone originale per Donkey Flyin' in the Sky
  - 2019 – Candidatura miglior attrice protagonista per Momenti di trascurabile felicità
- Ciak d'oro
  - 2013 – Miglior canzone originale per Flowers Blossom
- Globo d'oro
  - 2013 – Candidatura come migliore attrice per Tutti i santi giorni

### Altri premi e riconoscimenti
- Festival du cinema italien di Bastia 
  - Prix d'interprétacion féminine (Premio miglior attrice protagonista)
- Festival del Cinema di Spello
  - 2013 – Miglior colonna sonora per Tutti i santi giorni
- Premio FICE Federazione Italiana Cinema D'Essai
  - 2011 – Miglior attrice esordiente